# دهستان پیشکوه ذلقی
پیشکوه ذلقی، دهستانی است از توابع بخش زلقی شهرستان الیگودرز در استان لرستان ایران.

## جمعیت
براساس سرشماری سال ۱۳۸۵ جمعیت آن ۳٬۳۸۸ نفر (۵۹۷ خانوار) بوده‌است.